# Izlivanje uranijuma rudnika Church Rock
Izlivanje uranijuma rudnika Church Rock desio se u Saveznoj državi Novi meksiko 16. jula 1979. godine, kada je taložno jezero na jalovištu probilo nasip. Preko 1000 tona čvrstog radioaktivnog otpada i 352 miliona litara otrvone, radioaktivne vode iz taložnog jezera se izlilo u reku Puerko, zagađivači su dospeli 130 kilometara nizvodno do okruga Navaho, Arizona. Rudnik se nalazio na privatnom posedu oko 27 kilometara severno od Galapa, Novi meksiko, i graniči se na severu i jugozapadu sa zemljom Navaho domorodaca. Lokalni stanovnici, koje uglavnom čine Navahosi, koristili su reku Puerko za navodnjavanje i napajanje stoke, i nisu odmah bili svesni otrovne opasnosti.

## Posledice
Ubrzo nakon proboja nasipa, nizvodno od njega nivo radijacije je bio 7000 puta veći od dozvoljenog nivoa pijeće vode. 1700 ljudi je izgubilo pristup čistoj vodi nakon nesreće. Ljudi koji su došli u dodir sa zagađenom vodom imali su ozbiljne infekcije ekstremiteta i bile su potrebne amputacije.

## Spoljašnje veze
- The Energy Library: "United Nuclear Corporation Superfund Site"
- The Return of Navajo Boy Webisodes: Clean-up of uranium contamination at Navajo Reservation